# Ángel Matos
Ángel Valodia Matos Fuentes (* 24. prosince 1976 Holguín) je kubánský reprezentant v taekwondu, olympijský vítěz ve váhové kategorii do 80 kg na olympiádě v Sydney.
Na olympiádě v Pekingu po kontumačně prohraném zápase o bronzovou medaili napadl dva rozhodčí a jednoho z nich zranil. I se svým trenérem, který se rovněž závažně provinil proti pravidlům, když napadl trenéra soupeře, byl na místě diskvalifikován jak z olympijských her, tak doživotně ze všech mezinárodních turnajů.